# Transició demogràfica
La transició demogràfica és una teoria utilitzada en demografia que ajuda a entendre alhora dos fenòmens:
- En primer lloc, explica el creixement de la població mundial s'ha disparat en els darrers 200 anys (passant dels 1.000 milions d'habitants del 1800 als més de 7.500 milions de l'actualitat).
- En segon lloc, descriu el període de transformació d'una societat preindustrial (caracteritzada per tenir unes taxes de natalitat i de mortalitat altes) a una societat moderna o postindustrial (caracteritzada per tenir ambdues taxes baixes).

## Un procés en 4 fases
La teoria arrenca dels estudis iniciats pel demògraf estatunidenc Warren Thompson l'any 1929 i és avui, si cal, més vigent que mai. Thompson observà els canvis (o transició) que havien experimentat en els darrers dos-cents anys les societats industrialitzades del seu temps pel que fa a les taxes de natalitat i de mortalitat. D'acord amb aquestes observacions llançà la teoria de la transició demogràfica segons la qual una societat preindustrial passa, demogràficament parlant, per 4 fases o estadis abans no esdevé una societat plenament postindustrial.

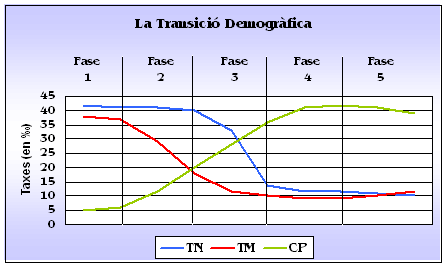
Gràfica 1. Els 5 estadis en què es dividieix la Transició Demogràfica.
TN=Taxa de natalitat; TM=Taxa de mortalitat; CP=Població total.

### Fase 1
En el primer estadi -típic de les societats preindustrials- les taxes de natalitat i de mortalitat són molt altes, per la qual cosa el creixement natural de la població és molt lent i, fins i tot, inexistent.
Aquest estadi és el que ha caracteritzat la història de la humanitat des dels seus orígens fins al segle xviii (vegeu la gràfica 2). A tall d'exemple: a l'edat mitjana i l'edat moderna les taxes de natalitat i mortalitat se situaven prop del 40‰ o 50‰, és a dir, naixien molts infants però, alhora, moria molta gent (a causa dels conflictes bèl·lics, crisis de subsistència i caresties, epidèmies…). El resultat de tot plegat és que el nombre d'habitants del planeta s'incrementava però de forma molt lenta.

### Fase 2
És propi de països en vies de desenvolupament. Els índexs de mortalitat baixen de forma sobtada gràcies a les millores en les tècniques agrícoles (que augmenten els rendiments), les millores tecnològiques, els avenços en medicina i alfabetització… Aquests canvis contribueixen decisivament a allargar l'esperança de vida de les persones i a reduir-ne la mortalitat.
Per contra, en aquest segon estadi les taxes de natalitat es mantenen molt altes, raó per la qual es produeix un desequilibri que es tradueix en un increment molt important de la població.

### Fase 3
Els índexs de natalitat inicien una important davallada motivada per diferents motius: l'accés a la contracepció, la incorporació de la dona a l'educació i al mercat laboral, l'accés a l'estat del benestar, el procés d'urbanització, la substitució de l'agricultura de subsistència per l'agricultura de mercat, juntament amb altres canvis socials.
La taxa de mortalitat continua la tendència baixista iniciada ja en l'estadi 2 i, per aquesta raó, el nombre d'efectius de la població total continua sent relativament alt.

### Fase 4
Aquest darrer estadi és típic de les societats postindustrials i es caracteritza pel fet que la taxa de mortalitat "toca fons" i la de natalitat s'hi iguala; consegüentment, la població total torna a estancar-se.

### Possible fase 5
Si bé el model original de Transició Demogràfica descrit per Warren Thompson presenta només quatre estadis o etapes, actualment està àmpliament acceptada la irrupció d'una cinquena fase en la qual el creixement de la població no està estancat sinó que, fins i tot, es registra un creixement natural de la població negatiu, atès que les taxes de natalitat són tan baixes que cauen per sota les taxes de mortalitat, com està succeint en països com Alemanya o Itàlia.

## La transició demogràfica avui
El quadre de sota permet copsar l'evolució de la transició demogràfica en l'actualitat. Així, s'han escollit 20 estats -amb les taxes de natalitat i mortalitat corresponents al 2005- que posen de manifest els diferents ritmes existents a l'hora de completar les 5 fases del procés.
Cal assenyalar, però, que en l'actualitat no hi ha cap país que es trobi encara en la fase 1 perquè, afortunadament, les taxes de mortalitat pròximes al 40 o 50‰ fa dècades que no es registren.
|        | Estat      | Taxa de natalitat (en ‰) | Taxa de mortalitat (en ‰) | Característiques |
| Fase 1 | -          | 40-50                    | 40-50                     | En l'actualitat no hi ha cap estat al món que presenti Taxes de Mortalitat tan altes. Per trobar algun país del Tercer Món en aquesta fase, caldria remuntar-nos a la primera meitat del segle xx; i fins al segle xviii per trobar-ne algun de ric. |
| Fase 2 | Níger      | 48,30                    | 21,33                     | La Taxa de Natalitat (TN) es manté alta. Per contra, la Taxa de Mortalitat (TM) experimenta una forta davallada que es tradueix en un fort augment de la població.                                                                                   |
| Fase 2 | Mali       | 46,77                    | 19,05                     | La Taxa de Natalitat (TN) es manté alta. Per contra, la Taxa de Mortalitat (TM) experimenta una forta davallada que es tradueix en un fort augment de la població.                                                                                   |
| Fase 2 | Uganda     | 47,39                    | 12,80                     | La Taxa de Natalitat (TN) es manté alta. Per contra, la Taxa de Mortalitat (TM) experimenta una forta davallada que es tradueix en un fort augment de la població.                                                                                   |
| Fase 2 | Somàlia    | 45,62                    | 16,97                     | La Taxa de Natalitat (TN) es manté alta. Per contra, la Taxa de Mortalitat (TM) experimenta una forta davallada que es tradueix en un fort augment de la població.                                                                                   |
| Fase 2 | Haití      | 36,59                    | 12,34                     | La Taxa de Natalitat (TN) es manté alta. Per contra, la Taxa de Mortalitat (TM) experimenta una forta davallada que es tradueix en un fort augment de la població.                                                                                   |
| Fase 3 | Hondures   | 30,38                    | 6,87                      | La TN inicia una davallada, però com que la TM continua reduint-se el creixement demogràfic segueix sent marcadament positiu. |
| Fase 3 | Cambodja   | 27,08                    | 8,97                      | La TN inicia una davallada, però com que la TM continua reduint-se el creixement demogràfic segueix sent marcadament positiu. |
| Fase 3 | Filipines  | 25,31                    | 5,47                      | La TN inicia una davallada, però com que la TM continua reduint-se el creixement demogràfic segueix sent marcadament positiu. |
| Fase 3 | Índia      | 22,32                    | 8,28                      | La TN inicia una davallada, però com que la TM continua reduint-se el creixement demogràfic segueix sent marcadament positiu. |
| Fase 3 | Marroc     | 22,29                    | 5,64                      | La TN inicia una davallada, però com que la TM continua reduint-se el creixement demogràfic segueix sent marcadament positiu. |
| Fase 4 | Regne Unit | 10,78                    | 10,18                     | La TN i la TM es redueixen fins a arribar a valors molt semblants, per la qual cosa es produeix un creixement insignificant o, fins i tot, l'estancament (com en el cas de Suècia).                                                                  |
| Fase 4 | Noruega    | 11,67                    | 9,45                      | La TN i la TM es redueixen fins a arribar a valors molt semblants, per la qual cosa es produeix un creixement insignificant o, fins i tot, l'estancament (com en el cas de Suècia).                                                                  |
| Fase 4 | Espanya    | 10,10                    | 9,63                      | La TN i la TM es redueixen fins a arribar a valors molt semblants, per la qual cosa es produeix un creixement insignificant o, fins i tot, l'estancament (com en el cas de Suècia).                                                                  |
| Fase 4 | Japó       | 9,47                     | 8,95                      | La TN i la TM es redueixen fins a arribar a valors molt semblants, per la qual cosa es produeix un creixement insignificant o, fins i tot, l'estancament (com en el cas de Suècia).                                                                  |
| Fase 4 | Suècia     | 10,36                    | 10,36                     | La TN i la TM es redueixen fins a arribar a valors molt semblants, per la qual cosa es produeix un creixement insignificant o, fins i tot, l'estancament (com en el cas de Suècia).                                                                  |
| Fase 5 | Alemanya   | 8,33                     | 10,55                     | La TN segueix experimentant una davallada fins al punt que se situa per sota la TM, amb la qual cosa el creixement demogràfic és negatiu (es perden habitants).                                                                                      |
| Fase 5 | Itàlia     | 8,89                     | 10,30                     | La TN segueix experimentant una davallada fins al punt que se situa per sota la TM, amb la qual cosa el creixement demogràfic és negatiu (es perden habitants).                                                                                      |
| Fase 5 | Eslovènia  | 8,95                     | 10,22                     | La TN segueix experimentant una davallada fins al punt que se situa per sota la TM, amb la qual cosa el creixement demogràfic és negatiu (es perden habitants).                                                                                      |
| Fase 5 | Lituània   | 8,62                     | 10,92                     | La TN segueix experimentant una davallada fins al punt que se situa per sota la TM, amb la qual cosa el creixement demogràfic és negatiu (es perden habitants).                                                                                      |
| Fase 5 | Àustria    | 8,81                     | 9,70                      | La TN segueix experimentant una davallada fins al punt que se situa per sota la TM, amb la qual cosa el creixement demogràfic és negatiu (es perden habitants).                                                                                      |

Font: dades obtingudes del CIA Factbook 2005 Arxivat 2006-09-29 a Wayback Machine.

## Algunes consideracions
D'acord amb el que s'ha exposat fins aquí es poden treure algunes conclusions:
- El resultat final a l'inici i a l'acabament del procés és el mateix: un creixement natural baix. Ara bé, les circumstàncies són diametralment oposades: en l'estadi 1 perquè neix i mor molta gent (taxes altes); i en l'estadi 4 perquè neix i mor poca gent (taxes baixes).

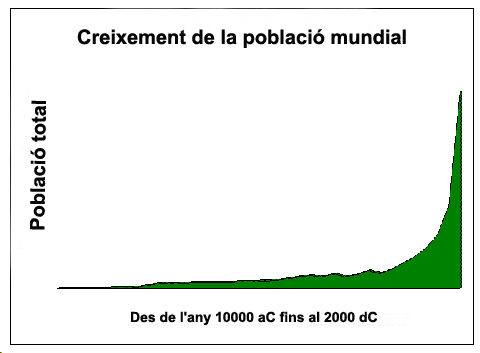
Gràfica 2. La població mundial ha crescut lentament al llarg de la història, però aquest creixement s'ha accelerat en els darrers 200 anys.

- Des dels seus orígens i fins al segle xviii, la humanitat va estar ancorada en l'estadi 1 de la transició demogràfica. Ho posa de manifest la gràfica 2 de la dreta on es pot apreciar la lentitud amb què va créixer la població mundial durant aquest llarg període.
- Amb l'esclat de la Revolució industrial, a mitjans del s. XVIII, els països avui desenvolupats van fer el salt a l'estadi 2, iniciant el ràpid creixement de la població mundial que reflecteix la gràfica 2. Els països rics van completar tot el procés a finals del segle xx, moment en el qual van estabilitzar a la baixa llurs taxes de natalitat i mortalitat. Per tant, la transició demogràfica s'ha fet aquí lentament, sense brusquedats, al llarg d'uns 250 anys.
- Els països en vies de desenvolupament o del Tercer Món, en canvi, han iniciat la transició demogràfica més tard i sobtadament. Actualment, la majoria d'ells -sobretot els països africans- es troba en l'estadi 2 del procés: mantenen la natalitat molt alta però, en general, estan reduint considerablement la mortalitat. Altres països, especialment de Llatinoamèrica, l'Àsia i també algun d'Àfrica, ja es troben en la fase 3 del procés perquè que han reduït moltíssim la mortalitat i, alhora, estan disminuint gradualment la natalitat.
- Els demògrafs consideren que l'actual ritme de creixement de la població mundial té data de caducitat, atès que els països en vies de desenvolupament, tard o d'hora, completaran la transició demogràfica i acabaran gaudint d'unes taxes de natalitat i mortalitat semblants a les que tenen als països desenvolupats. Per aquesta raó, els demògrafs consideren que la catàstrofe malthusiana pronosticada per Thomas Malthus a principis del segle xix no acabarà produint-se.
- L'alentiment en el creixement de la població mundial dependrà, tothora, de la velocitat amb què els països en vies de desenvolupament siguin capaços de completar la transició demogràfica. Segons càlculs de l'ONU si els països pobres n'acceleren el ritme, l'any 2050 hi haurà al planeta uns 7.500 milions d'habitants. Si, per contra, el procés s'alenteix la població mundial es podria situar aquell any vora els 11.000 milions d'habitants.